# Kiriłł Woprosow
Kiriłł Igoriewicz Woprosow (ros. Кирилл Игоревич Вопросов, ur. 27 marca 1986) – rosyjski judoka.
Brązowy medalista mistrzostw świata w 2014 i w drużynie w 2010. Startował w Pucharze Świata w latach 2006, 2009-2011 i 2015. Wicemistrz Europy w 2014; trzeci w 2013. Trzeci w drużynie na igrzyskach europejskich w 2015, a także na uniwersjadzie w 2013 roku.